# Снежногорск (Красноярский край)
Снежного́рск — посёлок городского типа в Красноярском крае России, на реке Хантайке (Усть-Хантайском водохранилище), правом притоке Енисея. Расположен в 160 километрах к югу от Норильска. Возник в 1963 году как посёлок строителей гидроэлектростанции.
Снежногорск входит в городской округ город Норильск как его отдалённый эксклав. Со всех сторон окружён Таймырским Долгано-Ненецким районом.
Население — 692 чел. (2024).
Градообразующее предприятие — Усть-Хантайская ГЭС.

## История
Основан в 1963 году как посёлок строителей Усть-Хантайской гидроэлектростанции. Название своё Снежногорск получил при строительстве, когда первый построенный дом занесло по крышу снегом.
В апреле 1963 года ТАСС сообщило, что изыскания закончены и станция «будет одной из крупнейших в зоне вечной мерзлоты».
17 мая 1963 года на берегах Хантайки высадились первые строители, вскоре после чего на левом берегу реки у Большого порога был образован большой палаточный городок.
Статус посёлка городского типа — с 1964 года.

## Население
| 1970  | 1979  | 1986  | 1989  | 1999  | 2001  | 2002  |
| ----- | ----- | ----- | ----- | ----- | ----- | ----- |
| 9685  | ↘2852 | ↗3742 | ↘2206 | ↘1168 | ↗1288 | ↗1306 |
| 2006  | 2007  | 2008  | 2009  | 2010  | 2012  | 2013  |
| ↘1171 | ↘1082 | ↘1059 | ↗1083 | ↘887  | ↘866  | ↘848  |
| 2014  | 2015  | 2016  | 2017  | 2018  | 2019  | 2020  |
| ↘767  | ↘720  | ↘678  | ↘636  | ↗685  | ↘680  | ↘666  |
| 2021  | 2024  |       |       |       |       |       |
| ↗784  | ↘692  |       |       |       |       |       |

## Транспорт
Снежногорск — труднодоступный посёлок. Наземного транспортного сообщения нет.
Посёлок связан воздушным сообщением с Норильском и Игаркой. В 2006 году аэропорт, находившийся в посёлке, был расформирован, здание аэровокзала сожжено. Самолётное воздушное сообщение между Снежногорском и Норильском прекратилось.
Еженедельно по вторникам и четвергам выполняются вертолётные рейсы авиакомпанией АО «Норильск Авиа» по маршруту Норильск — Снежногорск — Норильск. С 1 октября 2007 года 2 раза в месяц осуществляются компанией «Туруханавиа» вертолётные рейсы по маршруту Игарка — Снежногорск — Игарка.

## Условия жизни
В Снежногорске имеется только одно здание культурного назначения, называемое среди местного населения «Общественный Центр». В нём расположены Дом культуры с помещениями для репетиций, почтовое отделение, продовольственный магазин, спортивный зал, в котором проводятся соревнования по волейболу и баскетболу среди поселковых команд и команд близлежащих населённых пунктов Игарка и Светлогорск.
Медицинское обслуживание минимальное. В местной больнице можно сделать лишь некоторые анализы. При необходимости квалифицированной медицинской помощи необходимо вызывать вертолёт для доставки больного в ближайшую больницу в Норильске. Дорога занимает минимум два часа.